# Sopot Bank
SOPOT BANK S.A. (d. Sopocki Bank Inicjatyw Gospodarczych SOPOT BANK SA) – bank uniwersalny z siedzibą w Sopocie, działający w latach 1990–1995, wchłonięty przez Bank Gdański i zlikwidowany w 1997.

## Historia
Utworzony w Sopocie w 1990 jako Sopocki Bank Inicjatyw Gospodarczych SOPOT BANK SA, wówczas rozpoczął też działalność operacyjną. W 1991 był jednym ze współzałożycieli Sopockiego Towarzystwa Ubezpieczeń Hestia Insurance. W 1994 rozpoczął się proces poszukiwania inwestora z uwagi na niewielki kapitał zakładowy oraz ryzyko niespełnienia wymogów regulacyjnych Narodowego Banku Polskiego. W 1992 zmienił nazwę na SOPOT BANK SA. W 1995 sprzedany Bankowi Gdańskiemu, jednym z potencjalnych inwestorów był także Powszechny Bank Kredytowy. W 1997 zlikwidowany.